# Цветное (Кировоградская область)
Цве́тное (укр. Цвітне) — село в Александровской поселковой общине Кропивницкого района Кировоградской области Украины.
Население по переписи 2001 года составляло 1137 человек. Почтовый индекс — 27320. Телефонный код — 5242. Код КОАТУУ — 3520588501.

## История
Село Цветное было волостным центром Цветнянской волости Чигиринского уезда Киевской губернии. В селе была Покровская церковь. Священнослужители Покровской церкви:
- 1795 — священник Алексей Потребинский

До 2020 года село входило в Александровский район